# Automeris caucensis
Automeris caucensis é uma espécie de mariposa do gênero Automeris, da família Saturniidae. Em 2011 foi considerada sinônimo da Automeris doelfi.
Sua ocorrência foi registrada no Equador.